# Dieter Dekoninck
Dieter Dekoninck (Amberes, 28 de enero de 1991) es un deportista belga que compite en natación, especialista en el estilo libre.
Ganó dos medallas en el Campeonato Europeo de Natación de 2016, plata en 4 × 200 m libre y bronce en 4 × 100 m libre. Participó en dos Juegos Olímpicos de Verano, en los años 2012 y 2016, ocupando el sexto lugar en Río de Janeiro 2016, en la prueba de 4 × 100 m libre.

## Palmarés internacional
| Campeonato Europeo | Campeonato Europeo    | Campeonato Europeo | Campeonato Europeo |
| Año                | Lugar                 | Medalla            | Prueba             |
| ------------------ | --------------------- | ------------------ | ------------------ |
| 2016               | Londres (Reino Unido) | Medalla de plata   | 4 × 200 m libre    |
| 2016               | Londres (Reino Unido) | Medalla de bronce  | 4 × 100 m libre    |